# El Azúcar (västra Xicoténcatl)
El Azúcar är en ort i Mexiko.   Den ligger i kommunen Xicoténcatl och delstaten Tamaulipas, i den centrala delen av landet, 400 km norr om huvudstaden Mexico City. El Azúcar ligger 86 meter över havet och antalet invånare är 498.
Terrängen runt El Azúcar är platt, och sluttar söderut. Runt El Azúcar är det ganska glesbefolkat, med 23 invånare per kvadratkilometer. Närmaste större samhälle är Xicoténcatl, 7,2 km nordost om El Azúcar. Omgivningarna runt El Azúcar är en mosaik av jordbruksmark och naturlig växtlighet.